# Palini
Palini  (grčki: Παλλήνη),  je donedavno bio satelitski grad, a danas je sjeveroistočno predgrađe Atene u Grčkoj. 
Palini je upravno sjedište prefekture Istočna Atika. Samo 4,13 % registriranih stanovnika i doista živi u Paliniju.
Dio Palinija je Kantza, na jugu grada, danas brzo rastuća i jako poželjna stambena zona metropolitanskog grada Atene. 

## Zemljopisne odlike
Palini leži na južnim padinama planine Penteli, dolina Mesogeja prostire se južno od grada, a grad Atena zapadno od Palinija.
Palini se nalazi jugozapadno od Maratona, zapadno od Rafina, oko 20 km sjeverno od atenske zračne luke Eleftherios Venizelos, i oko 18 km sjeveroistočno od grada Atene.
Glavne cestovne poveznice između Palinija i Atene su;  Atiki Odos, avenija Maraton i avenija Lavriju. 
Zemljište oko Palinija je miješanog karaktera, djelomično je poljoprivrednog karaktera s farmama (takvo je bilo u prošlosti), a djelomično stambeno (u takvo se pretvara).
Tipične su se prigradske kuće počele podizati od 1970-ih do 2000-ih. Farme još uvijek postoje u južnim i sjeveroistočnim dijelovima Palinija. Šume pinija dominiraju sjevernim i istočnim dijelovima Palinija.
Palini posljednjih desetljeća doživljava građevinsku eksploziju, svake godine na njegovom ozemlju iznikne puno novih građevina. Isto tako ubrzano raste i broj stanovnika.

## Rast stanovništva Palinija posljednjih desetljeća
| Godina | Stanovništvo | Promjena      | Stanovništvo općine |
| ------ | ------------ | ------------- | ------------------- |
| 1981.  | 5.475        | -             | -                   |
| 1991.  | 8.021        | 2.546/46,50 % | 10.908              |
| 2001.  | 12.552       | 4.531/56,49 % | 16.679              |

## Vanjske poveznice
- Službene starnice  Arhivirana inačica izvorne stranice od 21. siječnja 2021. (Wayback Machine) (grč.)
- http://www.de.sch.gr/~anpapad/pallini.htm  Arhivirana inačica izvorne stranice od 9. ožujka 2005. (Wayback Machine)